# رستم‌خان قوللرآقاسی
رستم خان قوللر آقاسی معروف به رستم خان گرجی از حاکمان گرجی ایران در دورهٔ صفویه بود.
رستم خان برادر ناتنی واختانگ ششم پادشاه گرجستان بود. هنگام حملهٔ محمود افغان جهت تسخیر اصفهان وی مقام قوللر آقاسی راعهده دار بود. رستم خان همراه با ۴۰۰ گرجی شجاع و تعلیم دیده در جنگ گلناباد رشادت فراوانی نشان داد. با رشادت وی نزدیک بود محمود افغان شکست خورده و فرار نماید، اما سستی سرداران دیگر سپاه ایران همانند اعتماد السلطنه و والی خوزستان باعث شد تا سپاه افاغنه از شکست رهید و رستم خان را در محاصره قرار دادند. رستم خان با از جان گذشتگی مبارزه کرد و هنگامی که می‌خواست از نهر برزون عبور نماید، اسبش در غلطید و پیش از اینکه بتواند خود را از بستر پر گل و لای نهر بیرون بکشد، افاغنه بر سر وی ریخته و او را به قتل رساندند. پس از قتل وی افاغنه رو به اصفهان نهادند و پس از هفت ماه محاصره آنجا را تسخیر نمودند. «محمدحسن راجع به شکست مضمحل کنندهٔ گلناباد، روش دلاورانهٔ رستم خان را ستوده جبن و بی کفایتی سرداران دیگر را شدیداً به باد ملامت می‌گیرد».